# 雷德托普 (密蘇里州韋伯斯特縣)
雷德托普（英語：Red Top）是位於美國密蘇里州韋伯斯特縣的非建制地區。

## 地理
雷德托普所處的海拔為高於海平面452米（即1483英呎），而該地所採用的時區為UTC-6，即北美中部時區（CST）。同時該地設有夏令時間，為UTC-6調快一小時，即UTC-5（CDT）。